# Marocco ai Giochi della XVIII Olimpiade
Il Marocco partecipò ai Giochi della XVIII Olimpiade, svoltisi a Tokyo dal 10 al 24 ottobre 1964, con una delegazione di 20 atleti impegnati in 4 discipline, per un totale di 10 competizioni.
Fu la seconda partecipazione di questo paese ai Giochi. Non fu conquistata nessuna medaglia.